# Tityus abudi
Espèce
Tityus abudi est une espèce de scorpions de la famille des Buthidae.

## Distribution
Cette espèce est endémique de la province de Santiago en République dominicaine.

## Étymologie
Cette espèce est nommée en l'honneur d'Abraham José Abud Antún.

## Publication originale
- Armas, 1999 : « Quince nuevos alacranes de La Española y Navassa, Antillas Mayores (Arachnida: Scorpiones). » Avicennia, vol. 10/11, p. 101-136.